# أليكس إنغرام
أليكس إنغرام (بالإنجليزية: Alex Ingram)‏ هو لاعب كرة قدم بريطاني، ولد في 2 يناير 1945 في إدنبرة في المملكة المتحدة. لعب مع نادي آير يونايتد ونوتينغهام فورست.